# Sciadia septaria
Sciadia septaria (sombre bistre en inglés) es una especie de polilla de la familia Geometridae. Se encuentra en la cordillera de los Pirineos.
La envergadura de las alas es de 26–30 mm. Los adultos están activos en julio y agosto.